# Dubiepeira neptunina
Dubiepeira neptunina är en spindelart som först beskrevs av Mello-Leitao 1948. 
Dubiepeira neptunina ingår i släktet Dubiepeira och familjen hjulspindlar. Inga underarter finns listade i Catalogue of Life.